# Isabel de Castela, Duquesa de Iorque
Isabel de Castela (1355 - 23 de novembro de 1392) foi uma nobre de origem castelhana, Infanta da Castela e a terceira filha de Pedro I o Cruel e de Maria de Padilla.
Em 1361, seu pai consegue que as cortes espanholas proclamem a seus filhos tidos com Maria de Padilla (Beatriz, Constança, Isabel e Afonso) descendentes legítimos e portanto, herdeiros da coroa, elevando-os à categoria de infantes; o rei alegava que tinha se casado em segredo com Maria de Padilla, mesmo que todos soubessem que a legítima esposa do rei, Branca de Bourbon, ainda estava viva no momento do suposto enlace.
Casou-se no castelo de Hertford, em 1 de março de 1372, com Edmundo de Langley, duque de Iorque e quarto filho do rei Eduardo III de Inglaterra, sendo desde então conhecida com o nome de Isabella.
Desse matrimônio nasceram 3 filhos:
- Eduardo de Norwich (1373 - 1415), sucessor de seu pai como duque de York; casado com Filipa de Bohun. Morreu na batalha de Azincourt;

- Constança de Iorque (1374 - 1416), casada com Tomás Le Despencer, Conde de Gloucester; além disso, teve uma filha ilegítima com Edmundo Holland, 4.º conde de Kent e barão de Woodstock.

- Ricardo de Conisburgh (1376 - 1415), herda o título de conde de Cambridge e morreu decapitado.